# Proechimys kulinae
Espèce
Statut de conservation UICN

 DD  : Données insuffisantes
Proechimys kulinae est une espèce de mammifères rongeurs de la famille des Echimyidae qui regroupe des rats épineux originaires d'Amérique latine.
Cette espèce a été décrite pour la première fois en 1998 par la zoologiste brésilienne Maria N. F. da Silva.